# WTA German Open 1991
Il WTA German Open 1991 è stato un torneo di tennis giocato sulla terra rossa. È stata la 79ª edizione del German Open, che fa parte della categoria Tier I nell'ambito del WTA Tour 1991. Si è giocato al Rot-Weiss Tennis Club di Berlino in Germania dal 13 al 20 maggio 1991.

## Campionesse

### Singolare
Steffi Graf ha battuto in finale  Arantxa Sánchez con il punteggio di 6–3, 4–6, 7–6(6).

### Doppio
Larisa Neiland /  Natasha Zvereva hanno battuto in finale  Nicole Provis /  Elna Reinach con il punteggio di 6–3, 6–3.